# VM i cykelcross 2019
Verdensmesterskaberne i cykelcross 2019 var en international cykelkonkurrence, der blev afholdt i Bogense på Fyn, Danmark den. 2. og 3. februar 2019. Officiel international betegnelse: 2019 UCI Cyclo-Cross World Championships. Værtsby: Bogense, Nordfyns Kommune, Danmark. 
Arrangør: Nordfyns Erhverv, og Turisme, Sport Event Denmark, Event Fyn, Danmarks Cykle Union.
VM i cykelcross 2019 markerer højdepunktet på cykelcross sæsonen 2018-19. VM i cykelcross er blevet afviklet en gang årligt siden 1950, og det er anden gang, Danmark er blevet udpeget som værtsnation efter at der i 1998 blev kørt VM i Middelfart. 
Bogense og Nordfyn blev tildelt VM 2019 fredag den 24. januar 2017 i forbindelse med 2017 UCI Cyclo-cross World Championships i Bieles Luxembourg.
Ved VM i cykelcross 2019 køres i fem kategorier: Elite herrer, Elite kvinder, U 23 herrer, U 23 kvinder, junior herrer.
Der køres på en 2,9 kilometer lang rundstrækning, med start og mål, på Vestre Havnevej i Bogense. Rytterne kører på fire forskellige underlag: Asfalt, grus, græs og filt. Sidstnævnte materiale findes på den, til lejligheden byggede, mobile bro over Bogenses havneindløb.

## Program (lokal tid)

### Lørdag den 2. februar 2019:                                                                                                                                                   Søndag den 3. februar 2019
*11.00 – 11.40: Junior Herrer                                                                                                                                                  * 11.00 – 11.50: U23 kvinder
* 13.00 – 13.50: U23 Herrer                                                                                                                                                    * 15.00 – 16.00: Elite herrer
* 15.00 – 15.45: Elite kvinder

## Forsvarende verdensmestre
| Kategori      | Rytter        | Nation         |
| Elite herrer  | Wout van Aert | Belgium        |
| Elite kvinder | Sanne Cant    | Belgium        |
| U23 herrer    | Eli Iserbyt   | Belgien        |
| U23 kvinder   | Evie Richards | Storbritannien |
| Junior herrer | Ben Tullett   | Storbritannien |

## Vinderne af 4. afdeling af Telenet UCI Cyclo-Cross World Cup 2017-2018
Søndag den 19. november 2017 blev 4. afdeling af Telenet UCI Cyclo-Cross World Cup 2017-18 afviklet på samme rundstrækning i Bogense.
| Kategori      | Rytter               | Nation         |
| Elite herrer  | Mathieu van der Pool | Holland        |
| Elite kvinder | Sanne Cant           | Belgien        |
| U23 herrer    | Thomas Pidcock       | Storbritannien |
| U23 kvinder   | Ikke kørt            |                |
| Junior herrer | Tomas Kopecky        | Tjekkiet       |

## External links
- Officiel hjemmeside